# Fragosela
Fragosela es una freguesia portuguesa del concelho de Viseu, con 10,82 km² de superficie y 2.228 habitantes (2001). Su densidad de población es de 205,9 hab/km².